# Mehdi Belhadj
Mehdi Belhadj (né le 10 juin 1995 à Villeneuve-la-Garenne) est un athlète français, spécialiste du 3 000 m steeple. 

## Biographie
Il se classe deuxième des Championnats d'Europe d'athlétisme par équipes 2021 derrière l'Espagnol Fernando Carro.
Le 25 mai 2022 à Huelva, Mehdi Belhadj réalise les minima de qualification pour les Championnats du monde d'athlétisme 2022 en établissant le temps de 8 min 16 s 67.

## Palmarès

### International
| Date | Compétition                       | Lieu    | Résultat | Temps         |
| ---- | --------------------------------- | ------- | -------- | ------------- |
| 2021 | Championnats d'Europe par équipes | Chorzów | 2e       | 8 min 40 s 03 |
| 2022 | Championnats du monde             | Eugene  | 13e      | 8 min 34 s 49 |

### National
- Championnats de France d'athlétisme :
  - 3 000 m steeple : 2e en 2020
- Championnats de France d'athlétisme en salle :
  - 3 000 m : 3e en 2021

## Records
| Épreuve         | Temps         | Lieu   | Date           |
| --------------- | ------------- | ------ | -------------- |
| 3 000 m steeple | 8 min 12 s 43 | Monaco | 9 juillet 2021 |